# Ciudad Deportiva del Rey Fahd
El Estadio Ciudad Deportiva del Rey Fahd (en árabe: أستاد مدينة الملك فهد الرياضية), también llamado simplemente Estadio Rey Fahd, también llamado Estadio de la Al-Khaymah, es un recinto multiusos ubicado en Riad, capital de Arabia Saudita. Lleva su nombre en honor al ex monarca y primer ministro saudí Fahd bin Abd ul-Aziz (quien gobernó al país desde 1982 hasta su muerte en 2005). Fue inaugurado en 1987 y actualmente cuenta con capacidad para 68 752 espectadores, convirtiéndolo en el inmueble más grande e importante de esta nación.
Está dedicado principalmente a la práctica del fútbol; sin embargo también cuenta con instalaciones para realizar eventos de atletismo.
Alberga principalmente encuentros de la Selección de fútbol de Arabia Saudita, así como competencias locales (cómo la Supercopa de Arabia Saudita) e internacionales (como la Liga de Campeones de la AFC). Además, a pesar de no contar con un equipo local oficial, en algunas ocasiones recibe partidos de los clubes Al-Hilal, Al-Nassr y Al-Shabab que actualmente compiten en la Liga Profesional Saudí, la primera división del país.

## Historia
El estadio fue construido en 1987 y puede acoger a más de 68 000 espectadores. Cuenta con el mayor techo de un estadio en el mundo.[cita requerida] Este da sombra a más de 70 000 asientos y cubre un área de 47 000 m². Las 24 columnas se encuentran dispuestas en círculo con un diámetro de 247 metros cada una. La enorme sombrilla mantiene el sol fuera de los asientos, proporcionando sombra y comodidad en el caluroso clima del desierto. 
El estadio está incluido en los videojuegos: FIFA 13, FIFA 14, FIFA 15, FIFA 16, FIFA 17, FIFA 18, FIFA 19, FIFA 20, FIFA 21, FIFA 22 y FIFA 23.

## Eventos deportivos
En el Estadio Rey Fahd han tenido lugar eventos tales como la Copa Mundial de Fútbol Juvenil de 1989 (incluida la final), las ediciones de 1992, 1995 y 1997 de la Copa FIFA Confederaciones (las 2 primeras bajo el nombre de Copa Rey Fahd), así como varias ediciones de las Supercopas de España e Italia desde 2022. El primer gol en partido oficial fue marcado por el jugador saudí Majed Abdullah.